# 2-Metil-2-butanol
2-Metil-2-butanol (terc-amil alkohol, 2M2B, amilen hidrat) je jedan od izomera amil alkohola. On je čista, bezbojna tečnost sa jakim mirisom peperminta ili kamfora. Kod ljudi on ispoljava sedativno, hipnotičko, i antikonvulsivno dejstvo slično etanolu pri gutanju ili udisanju. Ranije je korišten u medicini za te svrhe. On je aktivan u dozama u opsegu od 2.000-4.000 mg, te je 20 puta potentniji od etanol.a Njegov hipnotički potencijal je između hloral hidrata i paraldehida. In humans, 2-methyl-2-butanol is metabolized primarily via gluconoridation and oxidation to 2,3-dihydroxy-2-methylbutane. Prekomerna doza proizvodi simptome slične alkoholnom trovanju.

## Literatura
- Hans Brandenberger & Robert A. A. Maes, ур. (1997). Analytical Toxicology for Clinical, Forensic and Pharmaceutical Chemists. стр. 401. ISBN 978-3-11-010731-9.
- Coblentz, Virgil (1899). The Newer Remedies: A reference manual for physicians, pharmacists, and students (3rd изд.). Philadelphia: P. Blakiston's Son & Co. стр. 18. Пронађени су сувишни параметри: |at= и |pages= (помоћ)
- Lewis, Robert A. (1998). Lewis' Dictionary of Toxicology. CRC Press. стр. 45. ISBN 978-1-56670-223-2.